# Distrikt Calca

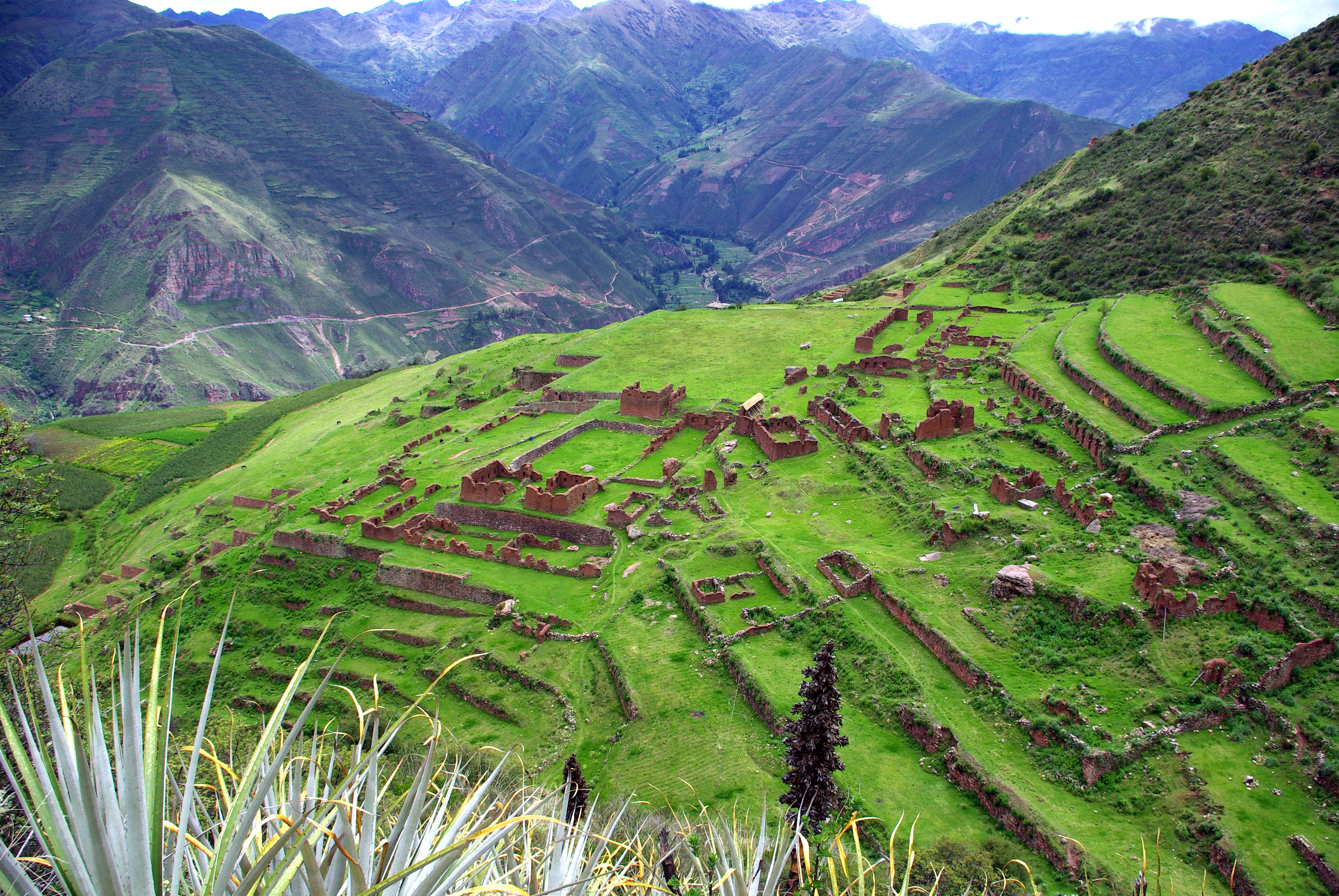
Archäologischer Fundplatz Huch'uy Qusqu

Der Distrikt Calca liegt in der Provinz Calca in der Region Cusco in Südzentral-Peru. Der Distrikt wurde am 21. Juni 1825 gegründet. Er hat eine Fläche von 312 km². Beim Zensus 2017 wurden 20.628 Einwohner gezählt. Im Jahr 1993 lag die Einwohnerzahl bei 14.505, im Jahr 2007 bei 19.312. Sitz der Distrikt- und Provinzverwaltung ist die auf einer Höhe von 2925 m am rechten Flussufer des Río Urubamba gelegene Stadt Calca mit 13.519 Einwohnern (Stand 2017). Calca liegt 22 km nördlich der Regionshauptstadt Cusco. Im Distrikt befindet sich in den Bergen 5 km südsüdöstlich der Stadt Calca der archäologische Fundplatz Huch'uy Qusqu.

## Geographische Lage
Der Distrikt Calca liegt im Südwesten der Provinz Calca. Er wird vom Río Urubamba in nordwestlicher Richtung durchflossen. Im Norden des Distrikts erheben sich die Berge der Cordillera Urubamba.
Der Distrikt Calca grenzt im Westen an die Distrikte Chinchero, Huayllabamba, Yucay und Urubamba (alle vier in der Provinz Urubamba), im Norden an den Distrikt Lares, im Nordosten an die Distrikte Challabamba und Colquepata (beide in der Provinz Paucartambo) sowie im Südosten an die Distrikte Lamay und Coya.